# Храпов, Леонид Георгиевич
Леони́д Гео́ргиевич Храпов (1911 — 18.02.1945) — командир отделения 338-го стрелкового полка 96-й стрелковой дивизии 48-й армии 2-го Белорусского фронта, старшина. Герой Советского Союза.

## Биография
Родился в 1911 году в селе Плесо-Курья ныне Хабарского района Алтайского края. Работал трактористом в совхозе «Октябрь» Идринского района Красноярского края.
В Красную Армию призван в июне 1941 года Идринским райвоенкоматом Красноярского края. В действующей армии с июля 1941 года. Член ВКП(б) с 1944 года.
4 октября 1944 года при преследовании немецко-вражеских войск на территории Польши старшина Храпов обнаружил в лесу немецкий обоз, который сопровождали до 70 противников. С группой бойцов он атаковал врага, уничтожил около 30 вражеских солдат и захватил 14 повозок с военным имуществом. Внезапность действий и смелость наших воинов принесли заслуженный боевой успех.
Во время боёв в Восточной Пруссии в районе города Мариенбург старшина Храпов с отделением 18 февраля 1945 года скрытно проник в расположение противника. Он атаковал вражеский дзот и уничтожил находившихся в нём солдат. При этом он захватил два пулемёта. Первым ворвался воин и в другой дот, где в рукопашной схватке убил одного вражеского солдата. Второй успел выстрелить в нашего воина и тяжело ранил его. Собрав последние силы, Храпов навалился на врага и задушил его. Когда наши бойцы подбежали к доту, старшина Храпов был уже мёртв. Был похоронен в Восточной Пруссии в районе станции Тидманнсдорф (ныне станция Хрусьцель, гмина Плоскиня, Бранёвский повят, Варминьско-Мазурское воеводство, Польша).
Указом Президиума Верховного Совета СССР от 19 апреля 1945 года за мужество, отвагу и героизм старшине Храпову Леониду Георгиевичу посмертно присвоено звание Героя Советского Союза.
Награждён орденом Ленина, двумя орденами Красной Звезды, медалями.
Приказом Министра обороны СССР № 137 от 6 июня 1961 года старшина Храпов Леонид Георгиевич навечно зачислен в списки мотострелкового полка. 25 апреля 1967 года одна из улиц Красноярска названа именем Героя.